# Egbert II del Kent
Ecgberht II, o Egbert II (VIII secolo – dopo il 779), fu re del Kent insieme a Heaberht.

## Biografia
Ecgberht II è conosciuto dalle sue monete e carte, che vanno dal 765 al 779
, due dei quali sono stati testimoniato o confermata da Heaberht. Offa re di Mercia sembra aver cercato di governare direttamente il Kent e secondo la Cronaca anglosassone a Otford fu combattuta una battaglia nel 776 e anche se il risultato non è ricordato il fatto che il Kent sembra essere rimasto indipendente ancora per diversi anni suggerisce che Ecgberht abbia vinto. Si sa che rimase re almeno fino al 779, data della sua ultima lettera conosciuta.